# Yamanakako
Yamanakako (jap. 山中湖村 Yamanakako-mura) – wieś w Japonii, na wyspie Honsiu, w prefekturze Yamanashi. Według danych na rok 2020 miejscowość zamieszkiwało 5 179 mieszkańców , a gęstość zaludnienia wyniosła 97,6 os./km².